# Stord (municipio)
Stord es un municipio del condado de Hordaland, Noruega. A veces es llamado «Noruega en miniatura» debido a su gran variedad de paisajes: costa, fiordos, bosques, tierras agrícolas y zonas de montañas. Tiene una población de 18 685 habitantes según el censo de 2015.
Stord se encuentra en la isla del mismo nombre, cuya parte norte también incluye el municipio de Fitjar. Además de la parte sur de la isla, el municipio incluye las islas Huglo, Storsøya y Føyno. Las mayores concentraciones de población de Stord se ubican en Leirvik y Sagvåg. Además, posee la mayor población del distrito de Sunnhordland y fue declarada ciudad en 1997.

## Historia
La batalla de Stord se peleó en esta isla y sus alrededores entre el rey noruego Haakon Haraldson y el rey danés Harald " Diente Azul " Gormsson, apoyado por los hijos del hermano de Hakon, dirigidos por Harald " Capagrís" Eiriksson. La parroquia de Stordøen se estableció como municipalidad el 1 de enero de 1838 ( ver formannskapsdistrikt). Fitjar fue separada de Stord en 1869 y Valestrand en 1868.

## Escudo de armas
El escudo de armas es de los tiempos modernos, siendo la fecha de su otorgamiento el 19 de junio de 1987. El escudo exhibe una ramita amarilla de acebo en un campo rojo. El diseñador fue Truls Nygaard.

## Economía
Los tres empleadores más grandes en Stord son: Kværner Stord AS, Wärtsilä Norway AS y Apply Leirvik AS, en conjunto estas empresas emplean a más de 3000 personas.
Aker Stord, ubicado al sur de Leirvik, es el astillero más grande de Noruega. Aker Stord ha construido las plataformas para extracción de petróleo  Gullfaks C y Troll, que son las más grandes del mundo.

## Transporte
Stord fue conectado al continente mediante un extenso sistema de túneles y puentes, el Triángulo de Enlace, el 27 de diciembre de 2000 y a Bømlo el 30 de abril de 2001. En el municipio se encuentra el aeropuerto de Stord-Sørstokken. El 10 de octubre de 2006, el vuelo 670 de Atlantic Airways se salió de la pista en el aeropuerto arrojando como resultado cuatro personas muertas.